# Griz
Griz je namirnica koja se dobija mlevenjem pšenice iz središnjeg dela zrna. Karakterišu ga blago žuta boja, ujednačena granulacija i velika moć upijanja. Prirodan je proizvod, bez dodatka aditiva i konzervansa. Koristi se za ishranu dece i odraslih osoba. Ova primena je opravdana visokom nutritivnom vrednošću. Pšenični griz se može upotrebiti kao osnova ili dodatak slanim i slatkim jelima.
Pšenični griz je jedan od najboljih izvora proteina, bogat esencijalnim mineralima (P, Mg, Ca, Gvožđe) i vitaminima (provitamin A, B kompleks, E, D i K9, Griz je bogat dijetetskim vlaknima, dok je sadržaj masnoća nizak.
Moderno mlevenje pšenice u brašno je proces za koji su potrebni čelični valjci. Valjci su prilagođeni tako da je prostor između njih malo uži od širine zrna pšenice te je treba prosejati i zdrobiti. Kroz proces prosijavanja, skrob (endosperm) se odvaja od mekinja te nastaje griz. Griz se kasnije melje u brašno.
Griz od tvrde pšenice (Triticum durum) je žute boje. On je obično osnova za proizvode poput kuskusa (koji se sastoji od mešanja otprilike dve trećine griza i jedne trećine durum brašna).
Kada brašno dolazi od mekše vrste pšenice (Triticum aestivum, Triticum spelta), onda je ono bele boje. U tom slučaju, ispravan naziv je brašno, a ne griz, premda ga najčešće tako zovemo.
U Nemačkoj, Austriji, te u panonskim i balkanskim zemljama griz se često meša s jajima kao dodatak supama i čorbama, a takođe može biti kuvan sa vodom ili mlekom pa zaslađen i eventualno posut čokoladom. Tako skuvan i zaslađen obično se služi kao doručak.
Kada je skuvan, griz se pretvara u mekanu kašu. Kao takav, popularan je u severozapadnoj Evropi i Severnoj Americi kao desert, gde se kuva sa mlekom i zaslađen, pod nazivom griz-puding, često s ukusom vanilije i serviran sa marmeladom. U Švedskoj, Estoniji, Finskoj, Litvaniji, Letoniji, Poljskoj i Rusiji jede se kao kaša za doručak, ponekad pomešan sa grožđicama i serviran sa mlekom. Na Bliskom Istoku, od griza se prave deserti poznati kao Harisa, Basbosa i Nammora.
Na jugu Indije, griz se koristi za pripravljanje namirnica poput Rava dose i upme ili poslastica poput sheera. Ponekad se, takođe, koristi za pohovanje ribe, pre prženja u ulju, što ribi daje hrskavu presvlaku. Na severu Indije se koristi za slatkiše poput Suji halwe. Od griza se pravi i desert alva (Grčka, Kipar, Turska, Iran, Pakistan te arapske zemlje), napravljen od prepečenog griza sa šećerom, puterom, mlekom i pinjolima. U velikom delu Severne Afrike, od durum griza se pravi kuskus.
U nekim kulturama, griz je posluživan na sahranama, tokom posebne svečanosti ili kao verski prinos. Kao alternativa kukuruznom brašnu, griz se može koristiti kako bi se “pobrašnile” površine za pečenje i na taj način se sprečilo prijanjanje hrane. Dodavanjem malog udela durum griza u uobičajenu mešavinu brašna prilikom proizvodnje hleba proizvodi se ukusna kora.
Osim pšeničnog, proizvodi se i pirinčani griz.